# Microphthalmus antarcticus
Microphthalmus antarcticus är en ringmaskart som beskrevs av Bick 1998. Microphthalmus antarcticus ingår i släktet Microphthalmus och familjen Hesionidae. Inga underarter finns listade i Catalogue of Life.